# Braukommune
Eine Braukommune war eine Form eines Brauereibetriebs, an welchem die Hauseigentümer einer Stadt beteiligt waren. Die letzte noch existierende Braukommune befindet sich in Freistadt in Oberösterreich.

## Geschichte
In vielen hochmittelalterlichen Städten konnten die Bürger neben den Hofbrauhäusern und Klosterbrauereien das Braurecht erlangen, das in der Regel an den Besitz eines Stadthauses gebunden war. Die brauberechtigten Hausbesitzer brauten das Bier im eigenen Haus und schenkten es dort zu festgelegten Tagen abwechselnd aus („Reihebrauen“). Effizientere Kommunbrauhäuser lösten vom 14. bis 16. Jahrhundert die häusliche Brautätigkeit ab, wobei entweder die Bürger selber oder bestellte Braumeister das Bier brauten. Solche Kommunbrauhäuser sind in Bayern noch heute in Betrieb.
Eine Weiterentwicklung stellte die Form der Braukommune dar, in der nicht mehr Braueinrichtungen abwechselnd gemeinsam genutzt wurden, sondern die Hausbesitzer einer Stadt an einer von ihnen gegründeten Brauerei beteiligt waren. Die brauberechtigten Bürger waren am Brauvorgang und an der Ausschank nicht mehr beteiligt, sondern erhielten nur mehr jährlich eine „Dividende“ in Form von Naturalien (Bierkontingenten). Die Braugerechtigkeit war aber nach wie vor fest an den Besitz eines Hauses in der Innenstadt gebunden.
Der Niedergang der Braukommunen erfolgte in der zweiten Hälfte des 19. Jahrhunderts, das steigende Nachfrage, neue Produktionsmethoden (Kältetechnik, untergärige Hefe), neue Transportmethoden (Eisenbahn) und erweiterte Absatzmärkte mit sich brachte. Die große Investitionen in den Ausbau der Braugebäude und den Anschluss ans Eisenbahnnetz benötigten neue Finanzierungsinstrumente und Rechtsträger wie etwa die neu geschaffenen Aktienbrauereien, die dafür besser geeignet waren. Beispielsweise wurde die 1795 gegründete Braukommune Budweiser Bürgerbräu von der erst 1895 gegründeten Budweiser Budvar-Aktienbrauerei bereits 10 Jahre nach deren Gründung an Umsatz überflügelt.
In neuerer Zeit bezeichnen sich einige Hobbybrauereien als „Braukommune“. Diese Brauereien haben aber nichts mehr mit Kommunen im Sinne einer Gebietskörperschaft zu tun, sondern es geht um gemeinsam genutzte Braueinrichtungen, was eher mit dem spätmittelalterlichen Kommunbrauhaus verglichen werden kann.

## Beispiele
- Braukommune Klosterlausnitz (1696–1974), Thüringen, die angeblich erste Braukommune Deutschlands[1]
- Braucommune Freistadt (seit 1770), Oberösterreich, sie gilt als letzte ihrer Art in Europa (149 beteiligte Häuser).
- Braukommune Budweis (1795–1948) in Budweis, Südböhmen (387 beteiligte Häuser).